# Mbenguedje-Foulbé
Mbenguedje-Foulbé est un village de la commune de Banyo situé dans la région de l'Adamaoua et le département du Mayo-Banyo au Cameroun.

## Population
En 1967, Mbenguedje-Foulbé comptait 352 habitants, principalement Foulbe.
Lors du recensement de 2005, 793 personnes y ont été dénombrées.